# Semovente antiaereo

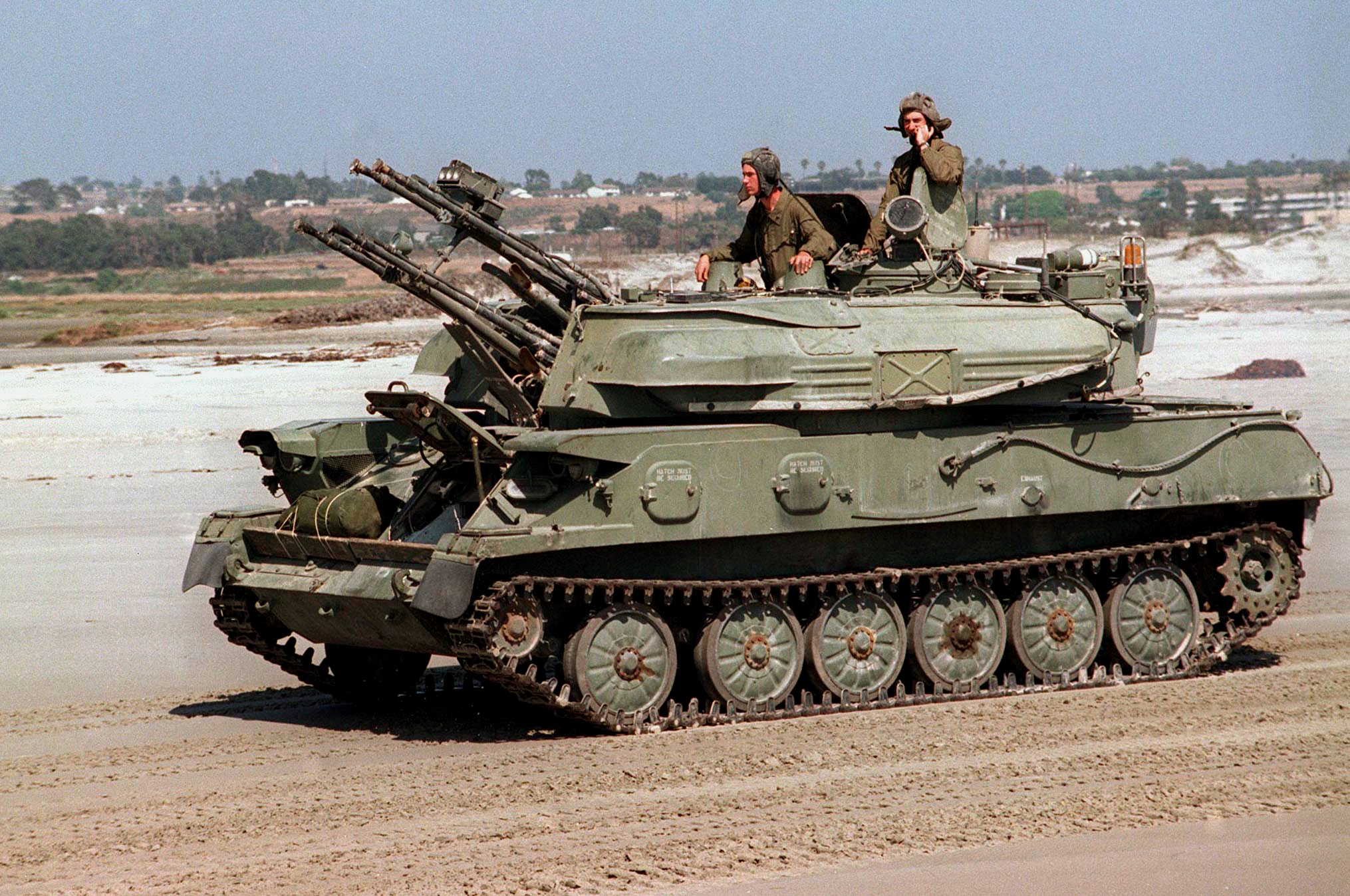
ZSU-23-4 Shilka sovietico a Camp Pendleton.

Un semovente antiaereo è un semovente d'artiglieria equipaggiato con armi contraeree. I sistemi d'arma adoperati comprendono mitragliatrici, mitragliere, cannoni automatici contraerei o missili terra-aria. Le piattaforme semoventi includono autocarri ad alta mobilità e veicoli da combattimento pesanti quali semicingolati, trasporti truppe, veicoli da combattimento per la fanteria e carri armati.
Le armi antiaeree sono solitamente montate su torrette a brandeggio rapido, con un'alta velocità di elevazione, in modo da poter seguire i bersagli in rapido movimento. Spesso le artiglierie sono in installazione doppia o quadrupla, per aumentare la cadenza di tiro. L'armamento artiglieresco oggi è stato largamente soppiantato dai lanciatori di missili.

## Storia

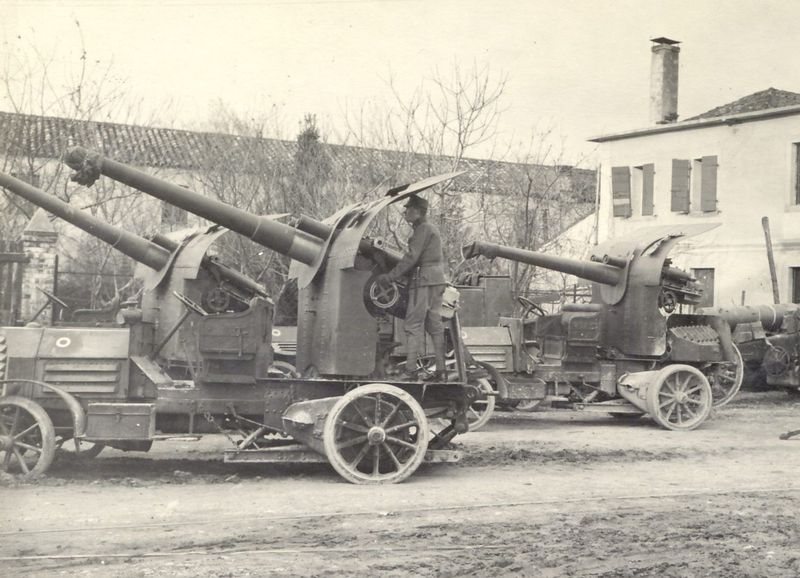
Autocannoni antiaerei da 102/35 su SPA 9000 italiani catturati dagli austro-ungarici dopo la battaglia di Caporetto.

### Prima guerra mondiale
La comparsa per la prima volta della minaccia aerea portò al rapido sviluppo della specialità contraerea, che fu anch'essa influenzata dalla contemporanea motorizzazione degli eserciti. Durante la Grande Guerra fecero la loro comparsa le prime mitragliatrici montate su pianali di autocarri. 
Il Regio Esercito italiano immise in servizio gli autocannoni contraerei 102/35 su SPA 9000 e 76/40 R.M. su Fiat 18BLR. 
Gli inglesi installarono invece il cannone navale QF 3 in 20 cwt su autocarri per l'impiego sul fronte occidentale.

### Periodo inter-bellico
Tra le due guerre mondiali il Regno Unito sviluppò il Birch Gun, un semovente cingolato general purpose, il cui cannone raggiungeva l'alta elevazione per il tiro contraereo. 
La Vickers Armstrong realizzò un semovente antiaereo installando sullo scafo del trattore d'artiglieria Dragon Medium Mark IV un cannone Vickers QF 1 "Pom-Pom". Questo fu probabilmente il primo semovente antiaereo cingolato prodotto in serie. Circa 26 di questi mezzi furono venduti al Siam ed entrarono in azione a supporto della fanteria ed in ruolo contraereo durante la guerra franco-thailandese insieme a 30 carri leggeri Vickers 6-Ton. 
In seguito gli inglesi svilupparono un Vickers Mk VI armato con 4 mitragliatrici, conosciuto come Light Tank AA Mk.I, ed un Vickers Mk V armato con mitragliatrice binata.
Tra i pionieri nell'uso moderno dei semoventi antiaerei vi furono i tedeschi. Già prima della seconda guerra mondiale, essi schierarono i semicingolati Sd.Kfz. 10/4 e Sd.Kfz. 6/2, armati rispettivamente con mitragliere 2 cm FlaK e 3,7 cm FlaK.

### Seconda guerra mondiale

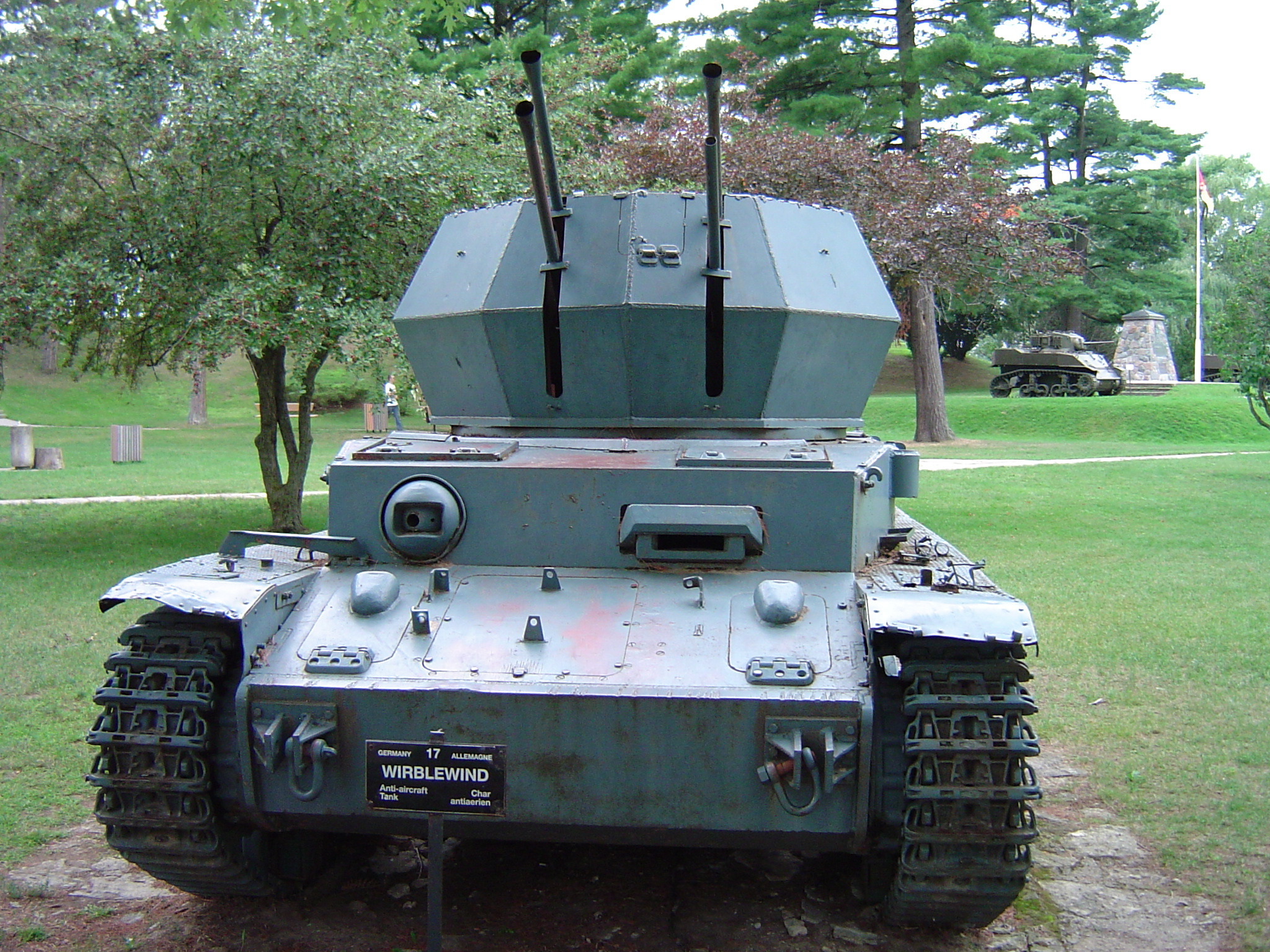
Flakpanzer IV Wirbelwind

Cannoni sempre più potenti furono installati su autocarri sempre più grandi, ma questi impianti richiedevano generalmente di scarrare il pezzo per metterlo in batteria sulle gambe stabilizzatrici. Una eccezione fu il 90/53 su Lancia 3Ro del Regio Esercito: il potente 90/53 Mod. 1939 era un'arma eccezionale, anche nel tiro controcarro, ed era estremamente efficace nel tiro da bordo del Lancia 3Ro.
Altre nazioni tendevano ad utilizzare i telai degli autocarri. A partire dal 1941, gli inglesi svilupparono il Morris C9/B armato di cannone Bofors 40 mm, derivato dal trattore Morris C8. L'United States Army utilizzò torrette quadrinate calibro 12,7 mm su autocarri.

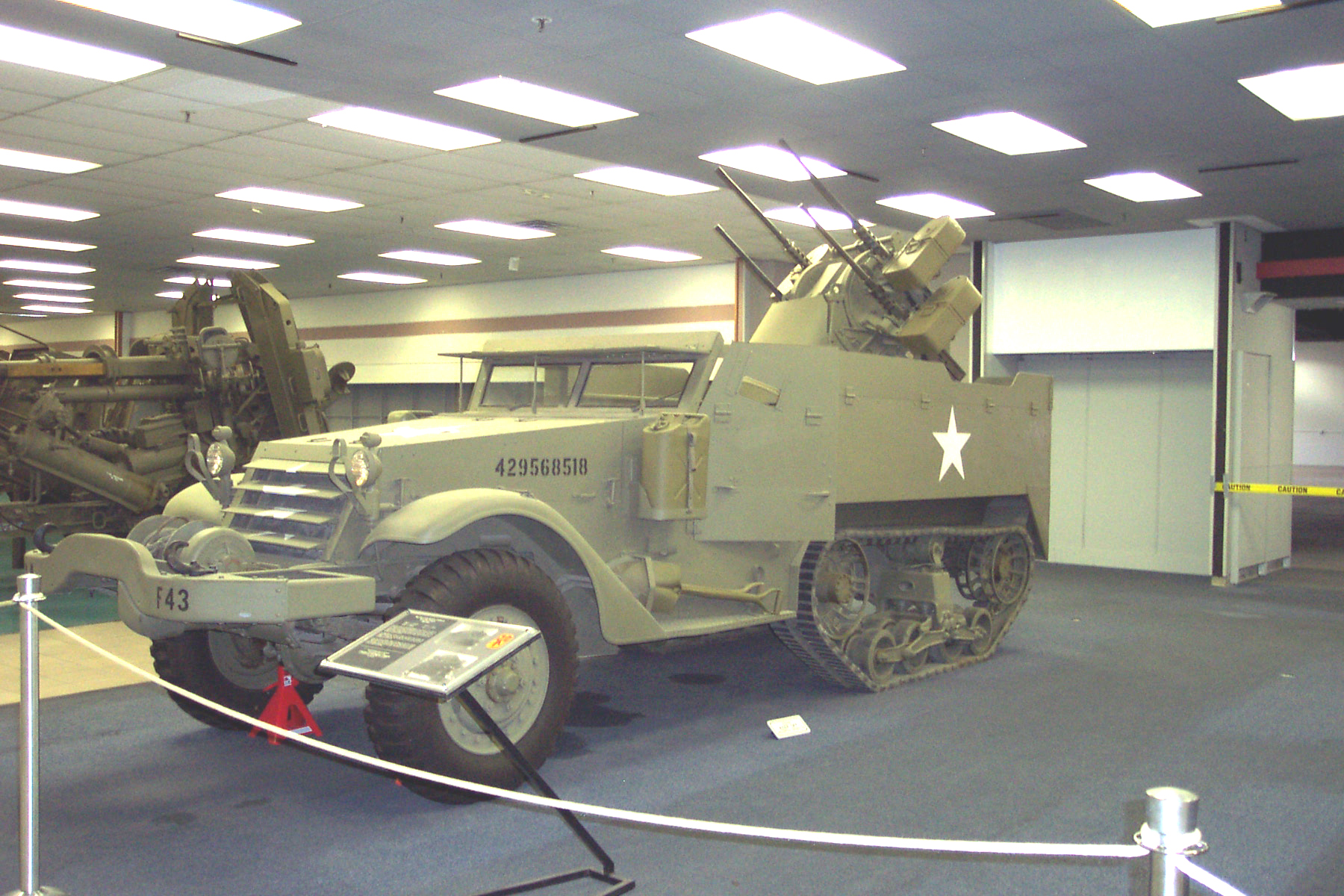
Un M16 MGMC

Con il proseguire della guerra, l'interesse si concentrò, soprattutto da parte tedesca, su semoventi antiaerei su scafo cingolato corazzato, che offrisse sia stabilità nel tiro con il suo peso, sia una mobilità ed una protezione paragonabile alle unità corazzate che andavano ad accompagnare. Il concetto di semovente antiaereo blindato vide la Svezia e l'Ungheria come precursori, rispettivamente con il Luftvärnskanonvagn L-62 Anti II ed il 40M Nimród. La Germania seguì l'esempio con la serie dei suoi Flakpanzer, che inclusi Flakpanzer IV Möbelwagen, Flakpanzer IV Wirbelwind, Flakpanzer IV Ostwind e Flakpanzer IV Kugelblitz. Gli americani si adeguarono con il semicingolato M16 MGMC, un M3 Half-track con torretta quadrinata Maxson M45, armata di Browning M2. Il British Army si dotò invece di vari impianti di mitragliatrici e cannoni leggeri su diversi tipi di carri armati e autoblindo; dal 1943 entrarono in servizio per esempio i Crusader  III AA Mk I-III, armati di Bofors 40 mm o 20 mm Oerlikon.

### Dalla guerra fredda ad oggi

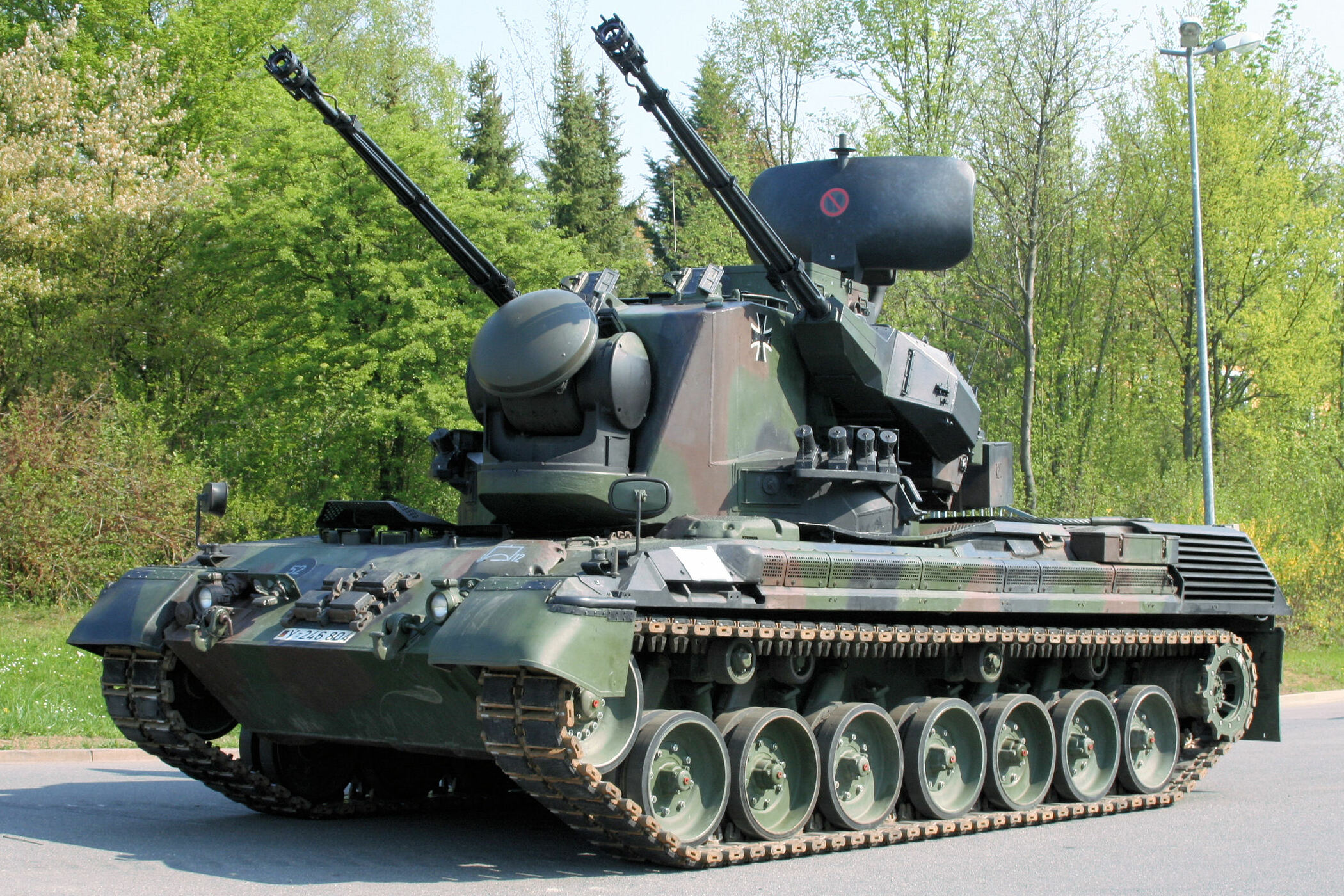
Un Flakpanzer Gepard, su scafo Leopard 1, la cui torretta integra radar, direzione di tiro e due cannoni da 35 mm.

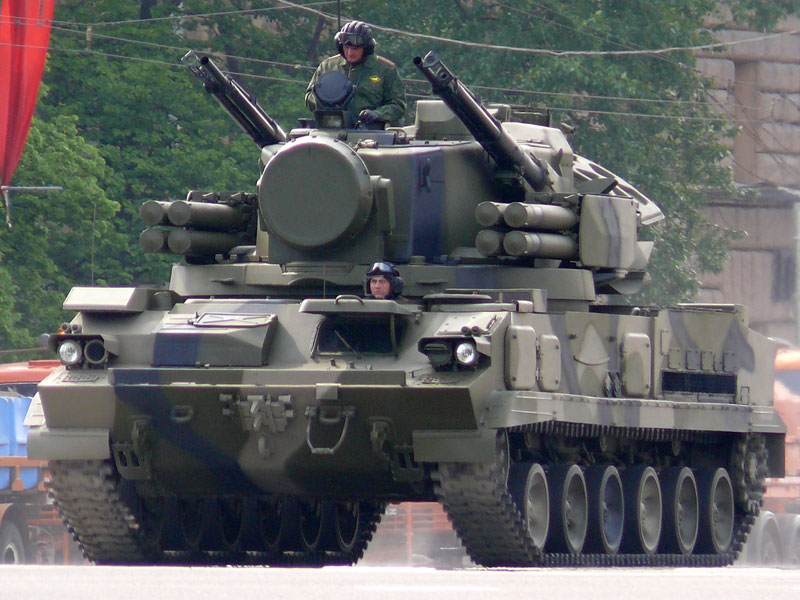
Un 2S6 Tunguska russo, tipico semovente antiaereo moderno equipaggiato sia di missili che di cannoni.

L'entrata in servizio dei motori a getto ed il conseguente raddoppio della velocità media degli aerei ridusse l'utilità dei semoventi nella lotta antiaerea. L'evoluzione continuò negli anni cinquanta con cannoni più grandi e potenti per consentire l'ingaggio sulle lunghe distanze, alle quali gli angoli di tiro sono minori ed il puntamento più semplice. Esempi di questo periodo sono l'americano M42 Duster da 40 mm ed il sovietico ZSU-57-2 da 57 mm, entrambi obsoleti già all'ingresso in servizio ed impiegati di conseguenza nel supporto alla fanteria. Il M42 fu schierato nella guerra del Vietnam per contrastare un'inaspettata offensiva aerea nord-vietnamita, dimostrando tutti i suoi limiti. Il ZSU-57 fu usato come arma d'accompagnamento nelle guerre jugoslave, dove il suo alto angolo di tiro si dimostrò utile nelle aree di montagna.
Dalla fine degli anni cinquanta l'US Army rinunciò al concetto di semovente antiaereo, considerando superata l'artiglieria contro i moderni aerei. Questa convinzione era diffusa anche nel resto del mondo e la lotta antiaerea venne demandata quasi esclusivamente ai sistemi missilistici. L'Unione Sovietica invece agì controcorrente, iniziando nel 1957 lo sviluppo di un nuovo semovente antiaereo, che esordì nel 1965 come ZSU-23-4 Shilka. Questo sistema d'arma includeva radar di scoperta ed inseguimento, computer di controllo di fuoco e sistema di puntamento automatico, che aumentarono grandemente l'efficacia contro i moderni bersagli. Il ZSU-23 in particolare era particolarmente efficace se usato in un sistema di difesa stratificato insieme ai missili terra-aria: la presenza di questi costringeva gli aerei a volare a bassa quota per sfuggire ai radar, entrando quindi nel raggio d'azione dei ZSU.
Il successo del ZSU-23 fece risorgere l'interesse per i semoventi antiaerei, insieme all'ingresso in servizio negli anni settanta dei primi elicotteri d'attacco, che a causa delle tattiche e delle quote di volo erano difficilmente ingaggiabili dai missili. Degno di nota in questa nuova generazione di sistemi è il tedesco Gepard, il primo sistema occidentale dalle prestazioni paragonabili al ZSU. Questo sistema venne largamente imitato dalle altre forze NATO. I tentativi statunitensi portarono ad una serie di fallimenti o magri risultati, come il MIM-46 Mauler missilistico, mai entrato in servizio; il M163 VADS, a puntamento ottico, dalla portata limitata; il M247 DIVAD, programma lungo, travagliato ed infine cancellato. 
Lo sviluppo dei semoventi antiaerei continua tuttora, con la maggior parte dei sistemi che combinano cannoni e missili. Esempi in questo senso includono il 2S6 Tunguska russo, che ha soppiantato i ZSU-23, le nuove versioni del Gepard tedesco ed il Marksman inglese. Esempi moderni invece di sistemi solo artigliereschi o solo missilistici sono i sudcoreani K30 Biho e K263A1, il cinese PGZ95, lo svedese CV9040 AAV, il polacco PZA Loara, l'americano M6 Bradley Linebacker e M1097 Avenger, lo jugoslavo BOV-3, il canadese ADATS, il giapponese Type 87, l'italiano SIDAM 25 e OTOMATIC, i francesi AMX-13 VDA, il turco FNSS ACV-15 armato di Atılgan PMADS.